# Shamsul Islam Khan
Pour les articles homonymes, voir Khan (homonymie).
Shamsul Islam Khan , né le 9 mars 1978 à Quetta, est un joueur professionnel de squash représentant le Pakistan. Il atteint en octobre 2005 la 39e place mondiale sur le circuit international, son meilleur classement. 

## Biographie
Il se qualifie pour trois championnats du monde individuel en 1998, 1999 et 2003. En 1999, il accède au 2e tour et s'incline face à Omar El Borolossy.

## Palmarès

### Titres
- Open de Kuala Lumpur : 2005

### Finales
- Championnats d'Asie par équipes : 2000